# Asterostigma riedelianum
Asterostigma riedelianum är en kallaväxtart som först beskrevs av Heinrich Wilhelm Schott, och fick sitt nu gällande namn av Carl Ernst Otto Kuntze. Asterostigma riedelianum ingår i släktet Asterostigma och familjen kallaväxter. Inga underarter finns listade.